# Bunkie
Pour le film de 1912, voir Bunkie (film).
Bunkie est une ville de la paroisse des Avoyelles, en Louisiane, aux États-Unis,.
Bunkie a été fondée en tant que terminus de la ligne de chemin de fer du Texas et du Pacifique. Elle est nommée en l'honneur de la fille de l'ancien propriétaire foncier, qui était surnommée Bunkie.

## Source de la traduction
- (en) Cet article est partiellement ou en totalité issu de l’article de Wikipédia en anglais intitulé « Bunkie, Louisiana » (voir la liste des auteurs).